# Júpiter Maçã
Flávio Basso, também conhecido como Júpiter Maçã ou Jupiter Apple (Porto Alegre, 26 de janeiro de 1968 - Porto Alegre, 21 de dezembro de 2015), foi um cantor, compositor e cineasta brasileiro. Referência fundamental do rock gaúcho, foi fundador das bandas TNT (com o amigo de infância Charles Master) e Os Cascavelletes, que influenciaram toda uma nova geração de bandas gaúchas dos anos 80 em diante. Em carreira solo, foi reconhecido com um dos ícones da psicodelia brasileira, ao trazer um novo grau de experimentalismo ao rock nacional, com o disco A Sétima Efervescência, eleito pela revista Rolling Stone Brasil um dos cem maiores discos da música brasileira.

## Biografia

### Origens, TNT e Cascavelletes
Flávio Basso nasceu em Porto Alegre, Rio Grande do Sul, em 26 de janeiro de 1968; um "feriado Beatle, o meu dia de nascimento", como dizia o próprio. Iniciou nas artes de maneira autodidata na pré-adolescência, expressando-se "através da música com um violão".
Aos 17 anos, funda com os amigos Márcio Petracco (baixo), Felipe Jotz (bateria) e Charles Master (guitarra) o grupo TNT, uma banda de rockabilly adolescente. Depois de convidar Nei Van Soria para assumir a guitarra, Basso ficaria apenas no vocal. Falando principalmente de mulheres e suas desilusões amorosas, o TNT logo passou a lotar shows e ter boa execução nas rádios.
O sucesso da banda chama a atenção do selo Plug, da gravadora BMG, que convida a banda em 1985 para gravar duas músicas para a coletânea Rock Grande do Sul, que apresentou o rock gaúcho ao mercado brasileiro, nos anos 80. Entretanto, antes de gravar o primeiro disco, devido a divergências musicais, Basso e Nei Van Soria deixam o TNT para fundar Os Cascavelletes, com Frank Jorge e Alexandre Barea.
Durante sua curta carreira, entre 1987 e 1992, Os Cascavelletes causaram furor pelo seu som irreverente e letras polêmicas. O lançamento do álbum Rock'a'ula pela gravadora EMI-Odeon em 1989 traz à banda um reconhecimento nacional, com a música "Nega Bombom" fazendo parte da trilha da novela Top Model, da Rede Globo.
A performance pautada pela tríade "sexo, drogas e rock 'n' roll" e as letras com referências pornográficas resultou em um estilo musical próprio, o chamado "porno rock", que influenciou bandas de rock no Rio Grande do Sul de 1990 em diante.
No início dos anos 90, Flávio ainda voltaria a integrar o TNT, excursionando e participando das gravações de dois singles independentes: "Você (isso me deixa insano)" e "Tá na Lona".
A origem do nome Jupiter Apple, segundo o próprio, em trecho do livro de Cristiano Bastos e Pedro Brandt Júpiter Maçã - A  efervescente vida e obra, Flavio diz que o nome Júpiter vem do avô, que usava o pseudônimo como escritor, e Apple da avó "Appel".

### Vida pessoal
Flávio teve um filho, Glenn Basso, que faleceu em 3 de novembro de 2001, aos 11 anos, por complicações de uma hepatite autoimune.

### Carreira solo
Após sua segunda saída da TNT, Basso começou a se apresentar solo, sob o apelido de "Woody Apple" (em homenagem ao músico Woody Guthrie e à gravadora Apple Records, fundada pelos Beatles). Em 1995 adota o nome artístico pelo qual ficou famoso, Júpiter Maçã e formou o efêmero projeto com Os Pereiras Azuiz lançando apenas a fita demo Júpiter Maçã & Os Pereiras Azuiz, antes de se separarem.
Em 1997, assinou com a gravadora independente Antídoto para lançar seu primeiro álbum solo, A Sétima Efervescência, que contou com as participações de seus ex-colegas Frank Jorge, Alexandre Barea e Marcelo Birck. Com uma sonoridade fortemente inspirada nas obras de Syd Barrett, psicodélica e experimental comparável à estreia do Pink Floyd em 1967, The Piper at the Gates of Dawn, o álbum foi aclamado pela crítica na época de seu lançamento e em 2007 ficou em 96º lugar na lista da Rolling Stone Brasil dos 100 Maiores Álbuns da Música Brasileira. 
Seu segundo álbum, de 1999, Plastic Soda, saiu pelo selo Trama e, ao contrário de seu antecessor, é totalmente cantado em inglês; para refletir isso, Basso assinou o álbum como Jupiter Apple. Caracterizou-se por um incremento dos elementos experimentais já presentes em A Sétima Efervescência, misturando rock psicodélico com bossa nova e jazz. Apesar de também ter tido uma boa recepção, os críticos o consideraram o álbum como "muito difícil de ouvir". Após o lançamento do álbum, Basso mudou-se temporariamente para a Inglaterra, retornando ao Brasil em 2002.
Hisscivilization, seu terceiro álbum, foi lançado logo depois pela Voiceprint Records, e foi seu trabalho mais ambicioso e elaborado. Basso experimentou mais elementos de música eletrônica neste álbum, o que polarizou críticos e fãs.
Na mesma época do lançamento de Hisscivilization, Basso, junto com Tatá Aeroplano, lançou seu único filme, em formato de média-metragem, o The Apartment Jazz, contendo poesias escritas por Júpiter, traduzidas em francês. Uma versão editada foi exibida pela MTV Brasil em 2001. Posteriormente, em 2021, 20 anos após sua exibição original, o filme, em sua forma completa, junto com sua trilha sonora, foram postados na internet por André Peniche, amigo de Júpiter.
Em 2003 mudou-se para a Europa mais uma vez, desta vez para a Espanha, ao lado de sua então parceira doméstica Bibiana "Bibmo" Morena para trabalhar em mais material; após um hiato de 4 anos, ambos retornaram ao Brasil e lançaram o álbum colaborativo Bitter através da Monstro Discos.
Em 2006, seis canções de Basso foram incluídas na trilha sonora do filme de animação Wood & Stock: Sexo, Orégano e Rock'n'Roll, dirigido por Otto Guerra. 

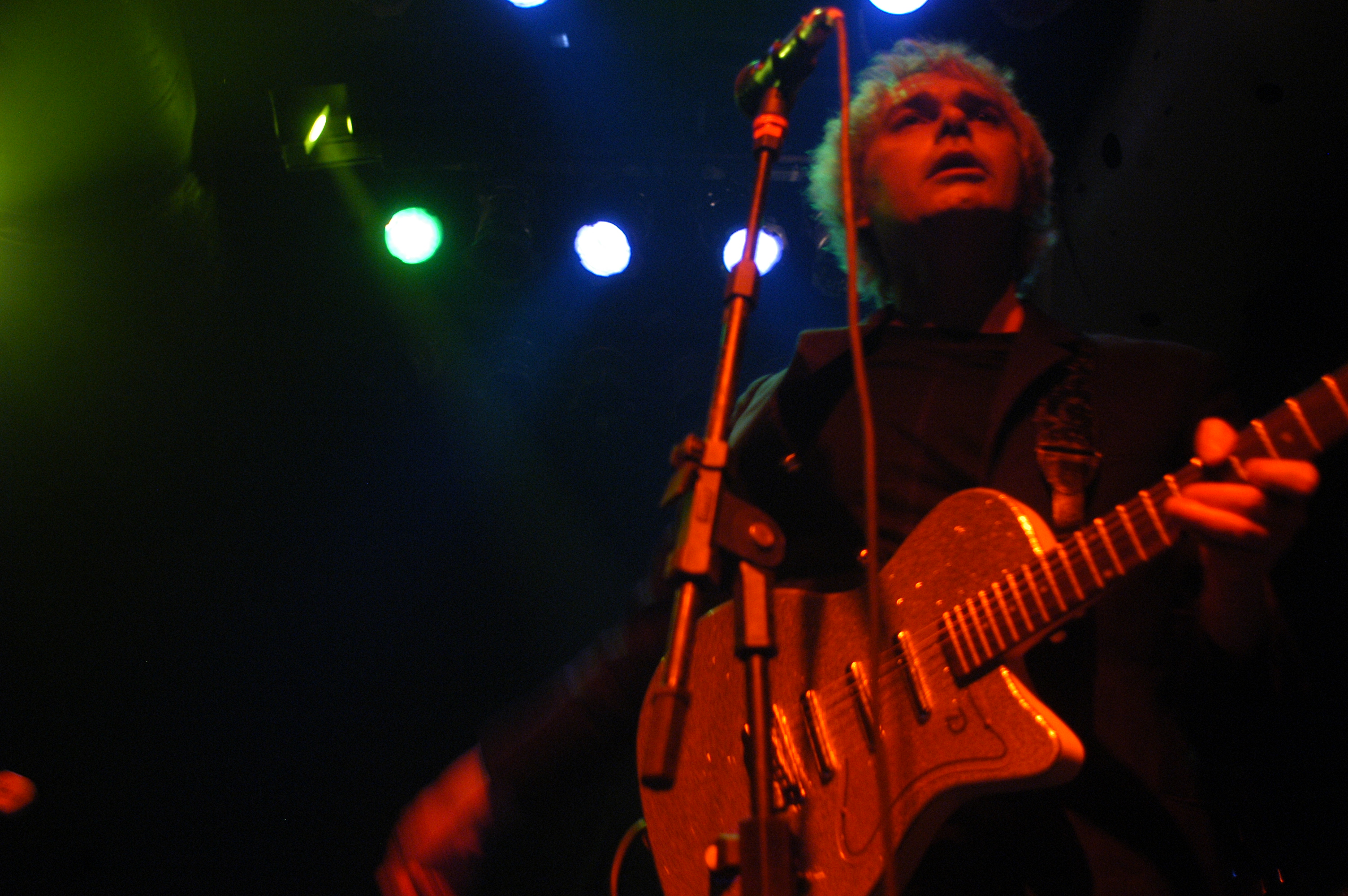
Flávio em Porto Alegre, 2007

Pela Elefant Records no mesmo ano lançou seu quarto (e último) álbum, Uma Tarde na Fruteira., que contém os singles Beatle George, A Marchinha Psicótica de Dr. Soup e Mademoiselle Marchand. Foi relançado no Brasil pela Monstro Discos em 2008, removendo as músicas cantadas em inglês. Em 2009 lançou o single Modern Kid.
No dia 23 de novembro de 2011, Basso se apresentou ao vivo no Bar Opinião em Porto Alegre, acompanhado por sua recém-formada banda de apoio, J.A.C.K. (sigla para "Jupiter Apple Corporation and Kingdom"), na época composta por Julio Sasquatt (bateria), Julio Cascaes (guitarra), Felipe Faraco (baixo) e Astronauta Pinguim (teclados). Um DVD da performance, intitulado Six Colors Frenesi, foi lançado em 2014. Com participações especiais de Nei Van Soria, Lucio Vassarath, Hique Gomez, Márcio Petracco, Conjunto Bluegrass Porto-Alegrense, Clara Averbuck, Hamburg Black Cats e Bibiana Graeff, o DVD apresenta um registro de 20 canções que sintetizam a carreira de Jupiter, mostrando hits de seus álbuns solo e também relembrando momentos dos tempos de TNT e d'Os Cascavelettes.
Em 19 de julho de 2012, caiu do segundo andar do prédio onde morava em Porto Alegre, ficando internado em saúde regular no setor de traumatologia do Hospital de Pronto Socorro de Porto Alegre, ficando afastado dos palcos por 2 anos.
Em sua última fase como Júpiter Maçã ele passou a lançar seus trabalhos em forma de singles, acompanhados de videoclipes. Em outubro de 2014, Júpiter participa de uma entrevista no Programa "Matador de Passarinho" apresentado por Rogério Skylab. Esta entrevista ficou marcada pelo estado de embriaguez de Júpiter, que, dito pelo próprio, foi a última vez que o músico fez uso de drogas. Jupiter foi alcoolizado durante a preparação para a gravação da entrevista.
Seus últimos lançamentos foram os singles digitais "Constantine's Empires" e "They're All Beatniks", lançados pela Marquise 51 Records em 2015.
Júpiter fez seu último show no dia 5 de dezembro de 2015 no Panamá Studio Pub, em Porto Alegre.

### Morte e legado
Conhecido por seu estilo de vida extravagante, Basso lutou contra o alcoolismo e o abuso de drogas (ele alegou que tomava Diazepam e usava LSD e cocaína regularmente). Diversas pessoas acreditam que Flávio passava por um tratamento de cirrose, porém foi desmentido por Cláudia Basso (irmã de Flávio) e Iara Suessenbach (mãe de Flávio). Em 21 de dezembro de 2015, ele foi encontrado morto no chão do banheiro de seu apartamento.
A causa de morte foi revelada a imprensa como falência múltipla de órgãos, mas posteriormente foi desmentido por Iara Suessenbach, revelando que a causa foi de um enfarte agudo do miocárdio, atestado pelo IML. Iara teoriza que Basso, ao tentar acabar com o abuso de substâncias (medicamentos e álcool) por conta própria, sem acompanhamento médico, por causa da abstinência, o músico não resistiu e acabou falecendo.
Flávio foi velado no Teatro Renascença e enterrado no Cemitério Ecumênico João XXIII, em Porto Alegre.
Para Frank Jorge, parceiro da época d' Os Cascavelletes e também uma referência no rock gaúcho, Flávio Basso deixa um grande legado como compositor e como criador: "um criador incansável, um cara que fugia totalmente dos lugares-comuns, da previsibilidade".

### Homenagens e lançamentos póstumos
Em 2016, Nei Van Soria, Frank Jorge, Alexandre Barea e Humberto "Cokeyne Bluesman" Petinelli, ex-integrantes dos Cascavelletes, reúnem-se em estúdio para gravar uma canção em sua homenagem. Intitulada "Balada para Flávio", a canção foi composta por Nei, logo após o último encontro com Flávio, em dezembro de 2015. A canção ganhou um videoclipe. Na descrição do vídeo, que também foi divulgado em seu perfil oficial no Facebook, Nei Van Soria conta sua trajetória ao lado de Basso: "O Flávio foi meu parceiro e amigo por mais de 30 anos! Nossa convivência ao longo desse tempo e a admiração que nutríamos um pelo outro mantinha-nos próximos, mesmo quando estávamos longe". O clipe começa com imagens de arquivo de Basso se apresentando com Os Cascavelletes e em carreira solo, para logo depois mostrar o músico contando sobre um possível filme sobre a história da banda: "Os Cascavelletes é uma banda revolucionária. O filme vai começar com Nei Van Soria tocando piano com uma cortina vermelha ao fundo". Em seguida, Nei aparece tocando.
No dia 29 de janeiro de 2018, amigos do músico fizeram um show especial em sua homenagem no Bar Ocidente, em Porto Alegre, para comemorar o que completaria 50 anos no dia 26 de janeiro.
Em 2019, o artista gaúcho de PsyTrance (estilo de música eletrônica) ''Basso'' fez uma homenagem a Júpiter Maçã em um EP de Progressive Psytrance intitulado ''Jupiter Apple'', o EP conta com duas faixas inéditas ''Basso - Jupiter Apple'' e ''Basso - Éternité'', sendo que a segunda faixa ''Éternité'' possui a voz do próprio Júpiter Maçã, declamando uma linda mensagem sobre seu próprio trabalho, com trechos que foram retirados de entrevistas. O EP foi lançado pela gravadora alemã de PsyTrance, Parabola Music, distribuído pela Geomagnetic (EUA) e está disponível nos principais sites de vendas do mundo.
Em 11 de março de 2021, postumamente, foi lançado a trilha sonora de seu filme de mesmo nome, The Apartment Jazz. Mais tarde, em junho do mesmo ano, é lançado o EP gravado em 2007 Ano XXI – № 4 – Incredible News!!!. Um segundo álbum póstumo contendo nove faixas, The Man Was, gravado em 2013, foi lançado em maio de 2022.
Em 1 de março de 2023 é lançado o álbum Sugar Doors – A Jupiter Apple 4-Track Experience, possuindo gravações feitas no ano 2000 por Flávio, Clayton Martin e Ray-Z, com inéditas e versões embrionárias de canções que mais tarde apareceriam no álbum Uma Tarde na Fruteira.

## Discografia
| Álbuns de estúdio - Júpiter Maçã & Os Pereiras Azuiz (1995) - A Sétima Efervescência (1997) - Plastic Soda (1999) - Hisscivilization (2002) - Jupiter Apple And Bibmo Presents: Bitter (com Bibmo) (2007) - Uma Tarde na Fruteira (2007) - The Apartment Jazz (2021; póstumo) - The Man Was (2022; póstumo) - Sugar Doors – A Jupiter Apple 4-Track Experience (2023; póstumo) Álbuns ao vivo - Six Colours Frenesi (2014) - They're All Beatniks Vol. 1 (2024; póstumo) | Singles e EPs - "Orgasmo Legal" / "Ela Sabe o que Faz" (1994) - "A Marchinha Psicótica De Dr. Soup / Mademoiselle Marchand" (2005) - "Beatle George / Scotch And Coffee at Regent Street" (2006) - Ano XII, Nº3: Incredible News!!! (2006) - "Rock do Cavalinho" (2008) - "Modern Kid" (2009) - "Gregorian Fish" (2010) - "Calling All Bands" (2010) - "Beatle George" (acústico) (2015) - "They're All Beatniks / Constantine's Empires" (2015) - "Cerebral Sex" (2021; póstumo) - Ano XXI - Nº4 - Incredible News!!! (2021; póstumo) - Systematic Lover (Dear Maureen) (2023; póstumo) - "Talentoso" (2024; póstumo) |

## Filmografia
Ao lado da Tatá Aeroplano escreveu e dirigiu em 2001 o curta-metragem Apartment Jazz, que foi exibido pela primeira vez pela MTV em 2010. Em 2011 atuou em "Kreuko", segmento da antologia Mundo Invisível, ao lado de José Wilker e Sônia Braga. Em 2015 começou a trabalhar em um segundo curta, Jane's Nightmare; um trailer foi carregado no YouTube em 15 de julho, mas o filme ficou inacabado após a morte de Basso. Ele também apresentou seu talk show de curta duração "Júpiter Maçã Show" na MTV.
Em setembro de 2017, começou a produção de um documentário sobre Basso, intitulado O Garoto de Júpiter. Dirigido por Biah Werther e produzido por Gabriel Bandeira, sua produção estava sendo financiada por meio do site Catarse.
Filmes
- Apartment Jazz (2001; lançado em 2010)[22]
- Mundo Invisível  (2011; como ator)
- Jane's Nightmare (2015; inacabado)
- Perdido Em Júpiter (2016; biográfico)[54][55]
- O Garoto De Júpiter (em produção; biográfico)[56]

## Prêmios e indicações

### Prêmio Açorianos
| Ano  | Categoria              | Indicação     | Resultado |
| ---- | ---------------------- | ------------- | --------- |
| 1999 | Compositor de Pop/Rock | Júpiter Apple | Venceu    |

### VMB MTV Brasil
| Ano  | Categoria         | Indicação                                           | Resultado |
| ---- | ----------------- | --------------------------------------------------- | --------- |
| 2009 | Videoclipe do Ano | Jupiter Apple - Modern Kid (Direção: André Peniche) | Indicado  |